# Земетресение в Перу (2019)
На 26 май 2019 г. в 02:41 местно време в Перу възниква земетресение. Трусът е с магнитуд 8,0 по Рихтер и е записан като най-силното земетресение на 2019 г. Двама души загиват, а 30 са ранени.

## Земетресение
Земетресението се случва на 26 май 2019 г. в 02.41 (UTC -5) и е с магнитуд 8,0. Продължава около 60 секунди, а по-голямата част от енергията му се изчерпва в рамките 40 – 60 секунди. Епицентърът му се намира в северната част на Перу, близо до границата с Еквадор. Земетресението се случва на дълбочина от 122,8 км.

## Щети
Двама души загиват в Перу, а 15 са ранени. В Еквадор също са ранени 15 души.

### Перу
Перуанският президент Мартин Вискара приканва хората да се успокоят и заявява, че той и транспортният министър ще оценят щетите по пътищата, като заръчва на други да измерват щетите на близките структури и резервоари за вода. Много хора са евакуирани от къщите си и от магазините по време на земетресението. Някои сгради, улици и мостове биват повредени от земетресението.
Земетресението поврежда общо 833 къщи и превръща 404 в неизползваеми. 38 здравни заведения са повредени, а 4 от тях стават неизползваеми. Пострадали са 111 училища, 7 от които са напълно евакуирани.

### Еквадор
Има съобщения за някои щети в части на Еквадор близо до епицентъра му.